# Karin Elhararová
Karin Elhararová (plným jménem Karin Elharar Hartstein, hebrejsky קארין אלהרר‎ nebo קארין אלהרר הרטשטיין‎, Karin Elharar Hartštajn; * 9. října 1977) je izraelská právnička, politička a poslankyně Knesetu za stranu Ješ atid.

## Biografie
Vzdělání získala na Washington College of Law. Už během studií v USA se zaměřovala na právní otázky související s právy zdravotně postižených. V roce 2006 se vrátila do Izraele. Působí jako advokátka. Vede právní kliniku na Bar-Ilanově univerzitě a založila poradenské právní centrum pro práva zdravotně postižených. Angažuje se v debatě o legislativě pro zdravotně postižené. Je vdaná.
Ve volbách v roce 2013 byla zvolena do Knesetu za stranu Ješ atid. Poslanecký mandát obhájila ve volbách v roce 2015.